# タイム・アバンチュール 絶頂5秒前
タイムアバンチュール絶頂5秒前（たいむあばんちゅーる　ぜっちょう5びょうまえ）は、滝田洋二郎監督、田中こずえ主演で1986年12月20日に公開された日本映画である。同時上映は｢ベッド･イン｣。未来にタイムトラベルした女性が現代に戻るために繰り広げる騒動を描いたコメディである。
本作は、獅子プロダクションに所属してにっかつに買い取り作品を供給してきた滝田が、初めてにっかつ制作の作品として監督したロマンポルノの一作である。同時に滝田にとって最後の成人指定映画である。
主演の田中こずえは、「女豹」に続くロマンポルノ2作目だが、ミステリーの前作とうって変わったコメディで二役を明るく演じている。相手役となる螢雪次朗はこのころの滝田映画の常連で、他の作品同様、ここでも探偵役を演じている。
さやか役の若菜忍はこの年の「にっかつ新人女優コンテスト」のグランプリ受賞者で、本作がデビューとなる。
作品の舞台となる2001年は、公開当時の15年後の未来として描かれており、物語に挟まれる描写は当時の社会世相の延長となっている。
たとえば、都心は第2次関東大震災によって高層ビルが全滅しており、かつての住宅地も人の住まない荒野として描かれるなど、ノストラダムスの大予言等による世紀末終末論を基にした描写がなされている。
また、物語の鍵となる架空の疾病「チェルノブイリ型のソ連風邪」は、チェルノブイリでの病人の増加を、8年前に流行したソ連風邪と結びつけ、その新型と仮想したものである。

## あらすじ
OLの田中悦子は、上司の真一に振られたショックから、自分を慰めるため2001kHzのラジオを聴きながらオナニーを行うが、絶頂に達した瞬間大きな雷鳴とともに光に包まれ失神してしまう。目を覚ました悦子は、自分が2001年にタイムスリップしたことを知り、たまたま知り合った探偵の岡野のもとで働きながら、現代に戻る方法を探す。悦子は岡野の家族写真を見て、自分が彼の妻であることに気づく。
やがて、悦子は岡野の息子であるタケルと出会う。
タイムマシンの研究をしていたタケルは、「ラジオの周波数と人間が絶頂に達したときに持つ固有の周波数がシンクロしたときに時間を超える」というタイムマシンの理論を完成させ、悦子を現代に戻す。
悦子は、会社を持ち逃げした真一と直子の事件を捜査していた岡野と出会い、結婚する。

## スタッフ
- 監督　滝田洋二郎
- 脚本　高木功
- 企画　作田貴志
- プロデューサー　沖野晴久
- 撮影　志賀葉一
- 録音　佐藤富士男
- 美術　川船夏夫
- 音楽　藤野浩一
- 選曲　細井正次
- 照明　田島武志
- 編集　山田眞司
- 助監督　石田和彦
- 助手　後藤大輔　北川篤也

## キャスト
- 田中悦子/岡野悦子：田中こずえ
- 田島直子：杉田かおり
- さやか：若菜忍
- 刺青男の恋人：木築沙絵子
- 小宮真一：野上祐二
- 刺青男：佐藤恒治
- 岡野多圭留：荒木太郎
- 悦子の上司：池島ゆたか
- 興信所の男：上田耕一
- 岡野：螢雪次朗
- 渡辺一平
- ジミー土田